# Hans von Bobrowicz
Hans Sigismund Alexander von Bobrowicz (* 29. Juni 1901 in Dresden; † 23. September 1977 in Lüneburg) war ein deutscher Denkmalpfleger und Heimatforscher.

## Leben
Er war der Sohn des Werkmeisters Johann Ignaz von Bobrowicz aus Dresden. Zum Zeitpunkt seiner Heirat 1925 war er als Funktechniker tätig. Die Ehe wurde 1937 geschieden.
1958 gründete Hans von Bobrowicz, der aus einem alten Adelsgeschlecht stammt, in Dresden die Arbeitsgemeinschaft Aktive Denkmalpflege, die im Mai 1966 anlässlich der geleisteten 1000. Arbeitsstunde durch eine Ehrenurkunde ausgezeichnet wurde. Diese Arbeitsgruppe wurde später als Fachgruppe Bau- und Denkmalpflege dem Kulturbund der DDR angeschlossen. Er leitete diese Fachgruppe bis zu seinem plötzlichen Tod 1977. Als solcher setzte er sich in der DDR aktiv für den Erhalt der bei den Bombenangriffen im Jahr 1945 übriggebliebenen historischen Bausubstanz in der Dresdner Innenstadt und die Erforschung der Geschichte seiner Heimatstadt ein und gab sein angeeignetes Wissen weiter. Unter seiner Leitung wurden unter anderem die Kasematten unter der Brühlschen Terrasse in Dresden im Zuge der Böttger-Forschung in mühsamer Handarbeit freigelegt und Teile davon 1967 erstmals der Öffentlichkeit zugänglich gemacht (seit 1992 Museum Festung Dresden).
Im Oktober 1964 nahm er an der 1. Dresdner Hobbyschau und im September 1965 an der 2. Dresdner Hobbyschau teil.
Hans von Bobrowicz war auch am Ausbau des Bärenzwingers zum FDJ-Studentenklub beteiligt, wofür er im Juni 1967 eine Ehrenurkunde erhielt. Zwischen 1974 und 1976 betreute er die Ausgrabungen in Zusammenarbeit mit dem Wiederaufbau der Inneren Neustadt und legte dabei zahlreiche Brunnen, Fäkaliengruben und Teile der mittelalterlichen Dresdner Stadtmauer frei.
Ein Teil seiner Forschungsergebnisse publizierte er in der Tagespresse, darunter in der Sächsischen Zeitung und vor allem in Die Union. Daneben organisierte er mehrere Exkursionen der von ihm geleiteten Fachgruppe, darunter nach Leubnitz bei Dresden, Freiberg, Kamenz, Schloss Scharfenberg, zu deren Vorbereitung und Durchführung er Typoskripte anfertigte.
Sein wissenschaftlicher Teilnachlass befindet sich heute in der Sächsischen Landesbibliothek in Dresden. Er ist relativ lückenhaft überliefert und betrifft hauptsächlich seine letzten Lebensjahre. Die im Nachlass enthaltenen Bücher und Landkarten, die der Druckschriften- bzw. Kartenabteilung der Sächsischen Landesbibliothek einverleibt wurden. Im Jahre 2000 wurde dieser Nachlass durch ein Geschenk eines früheren Mitgliedes der Fachgruppe Bau- und Denkmalpflege im Kulturbund ergänzt.

## Auszeichnungen
- Urkunde für 300 geleistete Stunden im Nationalen Aufbauwerk, Mai 1966
- Ehrennadel in Bronze und Urkunde für hervorragendes Wirken auf dem Gebiete der sozialistischen Heimatkunde, Mai 1967
- Urkunde für 300 geleistete Stunden im Nationalen Aufbauwerk, Juni 1967
- Aufbaunadel des Nationalen Aufbauwerkes in Gold, Juli 1967
- Urkunde für gute Leistungen im Deutschen Kulturbund, Januar 1968
- Vietnam-Medaille, 1970